# شينبو كيتاياما
شينوبو كيتاياما (9 مارس 1957) هو عالم نفس اجتماعي ياباني و روبرت بي زا يونتس أستاذ جامعي قسم علم النفس الاجتماعي بجامعة ميشيغان. كان أيضا  يترأس قسم علم  النفس الاجتماعي و رئيس برنامج   Culture & Cognition ( الثقافة و المعرفة ) بجامعة ميشيغان. أنه رئيس تحرير قسم Attitudes and Social Cognition  «المعرف و الإدراك الاجتماعي» بجريدة Journal of Personality and Social Psychology..[2]حصل على درجة بكالوريوس و الدكتوراه من جامعة كيوتو و شهادة الدكتوراه من جامعة ميشيغان .[3] بالتعاون مع مايامي كاراساوا  اكتشف تأثير أرقام يوم الميلادحيث ميل الناس اللاواعي إلى تفضيل الأرقام في تاريخ عيد ميلادهم على الأرقام الأخرى
بروفسور كيتاياما (Prof. Kitayama) معروف بعمله على علم النفس الاجتماعي للثقافة من حيث علاقته بالنفس. هو و هيزل روز ماركوسجادلوا بأن الذات الغربية تبنى على أنها مستقلة عن الآخرين ، وأن الناس من العديد من ثقافات شرق آسيا يبنون الذات المترابطة ، على أساس الترابط الأساسي بين الأفراد وبعضهم البعض.
هذه الأنفس المبنية بشكل مختلف تؤثر تأثيرا عميقا على كيف يرى الناس العالم ، وكيف يجربون المشاعر ، وكيف ينظمون خبراتهم ، وماذا يقدرون